# كارمن (فرقة موسيقية)
كارمن (بالإنجليزية: Karmin)‏ وهي فرقة غناء بوب وهب هوب موسيقية أمريكية تشكلت منذ 2010 في بوسطن في ماساتشوستس في الولايات المتحدة من أشهر أغانيها Hello، Acapella Brokenhearted وهي مكونة من أمي رين هايدمان ونيكولاس لويس نونان.

## روابط خارجية
- كارمن على موقع IMDb (الإنجليزية)
- كارمن على موقع ميوزك برينز (الإنجليزية)
- كارمن على موقع رولينغ ستون (الإنجليزية)
- كارمن على موقع أول ميوزيك (الإنجليزية)
- كارمن على موقع ديسكوغز (الإنجليزية)